# Acer mandschuricum
Acer mandschuricum é uma espécie de árvore do gênero Acer, pertencente à família Aceraceae.